# Sankt Petersburgs medicinska institut för kvinnor
Sankt Petersburgs medicinska institut för kvinnor (ryska: Санкт-Петербургский женский медицинский институт, Sankt-Peterburskij zjenskij meditsinskij institut), var en privat medicinsk högskola för kvinnor i Tsarryssland, verksam mellan 1897 och 1917. Det var det första statliga universitetet som var öppet för kvinnor i Ryssland och en viktig del av kvinnors universitetshistoria i Ryssland.

## Historik
Sedan 1870-talet hade det förts en debatt om kvinnors tillgång till högre utbildning, främst medicinsk sådan, i Ryssland. De så kallade kvinnokurserna på universitetsnivå hölls från 1870-talet, men dess studenter tilläts inte ta någon examen från dessa utan de hölls enbart för att ge tillgång till kunskapen utan något formellt erkännande. Många ryska kvinnor studerade utomlands, men deras betyg gällde inte i Ryssland. Tsar Alexander III:s regering var strikt emot formell högre utbildning för kvinnor, men efter hans död 1894 ändrades situationen. Kvinnokurserna fick tillstånd att utfärda examen till sina studenter, och 1895 utfärdades tillstånd för ett permanent universitet i medicin för kvinnor i St Petersburg, som slutligen kunde öppna två år senare. 
Det var Rysslands första högskola för kvinnor, och åtnjöt stor framgång. Skolan var privat mottog stora privata donationer, men fick allteftersom allt högre statliga bidrag. Efter 1905 års revolution vidgades kvinnors utbildningsmöjligheter i Ryssland, och kvinnor började mottas även på universitet tidigare reserverade för män, men skolans framgångar minskade inte, och liknande högskolor öppnade i andra storstäder så som Moskva, Kiev och Odessa. En stor del av Rysslands första kvinnliga, som utexaminerats i Ryssland snarare än utomlands, utbildades vid denna berömda skola. 
Efter ryska revolutionen 1917 infördes jämlikhet mellan könen och alla könssegregerade utbildningar stängdes. Skolan omvandlades då till Pervyj Sankt-Peterburskij gosudarstvennyj meditsinskij universitet, Pavlovska första statliga medicinska universitetet i Sankt Petersburg.